# Garanhuns
Garanhuns là một đô thị thuộc bang Pernambuco, Brasil. Đô thị này có diện tích 472,46 km², dân số năm 2007 là 124511 người, mật độ 263,54 người/km².